# ニコライ・チーホノフ
ニコライ・アレクサンドロヴィチ・チーホノフ（ロシア語: Николай Александрович Тихонов, ラテン文字転写: Nikolai Aleksandrovich Tikhonov; 1905年5月14日（ユリウス暦5月1日） - 1997年6月1日）は、ソビエト連邦の政治家。閣僚会議議長（首相）、閣僚会議第一副議長（第一副首相）、ソ連共産党政治局員を歴任した。

## 概要
1940年にソビエト連邦共産党に入党し、造船技師として勤務する。1963年に国家計画委員会副議長に就任し、1965年に副首相となる。その後第一副首相、党中央委員として活躍後に党政治局員候補となる。1979年に党政治局員となり、ブレジネフ政権末期の1980年から、アンドロポフ、チェルネンコ両政権を経てゴルバチョフが書記長に就任した後の1985年まで、4人の書記長の時代に渡って首相を務めた。

## 出生からブレジネフ時代まで

### 生い立ち
1905年5月14日、ロシア帝国ウクライナ・ハルキウの労働者の家庭に生まれる。1930年、ドニエプロペトロフスク冶金大学を卒業し学位を取得。同年から1941年までドニエプロペトロフスク州（現在のドニプロペトロウシク州）のレーニン名称冶金工場に勤務し、上級技師にまで昇進する。ブレジネフは第二次世界大戦後、ドニエプロペトロフスク州党第一書記となり、ここで培った人脈を利用し「ドニエプロペトロフスク・マフィア」と称される派閥を形成し、権力を強化していくが、この時期にチーホノフはブレジネフと交友関係を築き、ブレジネフ派の主要な一員となる契機を作った。

### 中央政界へ
1940年にソ連共産党に入党し、1940年代後半にウクライナで工場支配人となる。1950年に冶金工業省に入省し、1955年に同省次官となる。1960年に国家科学経済会議評議員となり、後に同会議議長となる。1961年にはソ連共産党中央委員候補に選出される。1963年に国家計画委員会(ゴスプラン)副議長となる。1964年にニキータ・フルシチョフが失脚し、ブレジネフがソ連共産党第一書記（後に書記長）に就任すると、チーホノフは閣僚会議副議長（副首相）に引き上げられた。1966年には第23回ソ連共産党大会で中央委員に選出され、社会主義労働英雄に叙される。副首相在任中は冶金・化学産業を担当した。1976年にアレクセイ・コスイギン首相の病気休暇中、ブレジネフはチーホノフを閣僚会議第一副議長（第一副首相）に任命した。チーホノフはブレジネフともコスイギンとも良好な関係を築いていた数少ない人物の1人であり、両者とも彼の率直さと誠実さを評価していた。1979年には政治局員に昇格した。同年のアフガニスタン侵攻の決定は、ドミトリー・ウスチノフ国防相と当時不仲であったが故に知らされていなかった。

### 首相に就任
1980年10月にコスイギンが病気により辞任（コスイギンは12月18日に死去）すると、75歳で後任の閣僚会議議長（首相）となる。以降5年間の任期中、チーホノフは経済的な「欠点」と進行中の「食糧問題」の存在を認めていたにもかかわらず、ソ連経済の改革を怠った。彼は国内の少子化に危機感を抱き、第26回党大会での第11次5カ年計画策定では、育児休暇を取得した母親のために900万ルーブルを割り当てる方針を打ち出す。ソ連経済の停滞は出生率を低下させ、死亡率を増大させていた。

## アンドロポフ・チェルネンコ政権
1982年のブレジネフの死後、チーホノフは後継の書記長に保守派のコンスタンティン・チェルネンコを推した。しかし、新書記長には改革派のユーリ・アンドロポフが選出され、チェルネンコ及びチーホノフの目論見は潰える。アンドロポフ政権末期の頃、病気入院中のアンドロポフが、自身の後継にミハイル・ゴルバチョフを指名したとする文面を含む演説原稿を中央委員会に送付した際、チーホノフはチェルネンコ、ウスチノフら反ゴルバチョフ一派と共謀し、当該部分を原稿から削除した。アンドロポフは自身の抵抗勢力となったチーホノフを解任し、後任の首相にヘイダル・アリエフを据える計画を練っていたが、間もなくアンドロポフは死去し、失脚を免れる。一部の西側のアナリストは、チーホノフのユーゴスラビア訪問中にアンドレイ・グロムイコの第一副首相就任が決定されたことから、ソ連のヒエラルキー内でチーホノフの立場が弱体化したのではないかと推測していた。
アンドロポフ没後の後継書記長へのチェルネンコの選出にはウスチノフ国防相と共にチーホノフが大きな役割を果たした。しかし、書記長に就任したチェルネンコによるゴルバチョフの第二書記選任の阻止には失敗した。
このようにアンドロポフ、チェルネンコ両書記長の時代も引き続いて首相の地位を維持するが、高齢となり、ブレジネフに代表される病弱な高齢支配下にある当時のクレムリンを象徴する人物の一人であった。1985年3月にチェルネンコが死去した際には、後継にヴィクトル・グリシンを支持し、ゴルバチョフの選出阻止の為に動いたものの、重鎮のアンドレイ・グロムイコ政治局員らがゴルバチョフ支持を打ち出し、ゴルバチョフの後継選出の流れが加速。チーホノフもゴルバチョフ支持に回らざるを得なくなった。3月11日の政治局会議において、ゴルバチョフは全会一致でソ連共産党書記長に選出され、チーホノフの試みは失敗に終わった。

## ゴルバチョフ政権
ゴルバチョフ政権が発足すると、チーホノフは新設された管理システム改善委員会議長に選出された。しかし、議長の称号は大部分が名誉的なものであり、実権は副議長が握っていた。チーホノフにとり、1985年5月9日に行われた戦勝40周年記念パレードがレーニン廟上に登壇する最後の機会となった。同年5月23日にチーホノフは1990年までの開発計画を発表したが、この計画は多くの批判を受けた。ゴルバチョフによる保守派の一掃が進むと、同年9月に「健康上の問題」で首相の辞任を余儀無くされ、さらに10月に政治局員を退任した。1989年まで中央委員に踏みとどまったものの、重要な役割は担っていなかった。

## 晩年

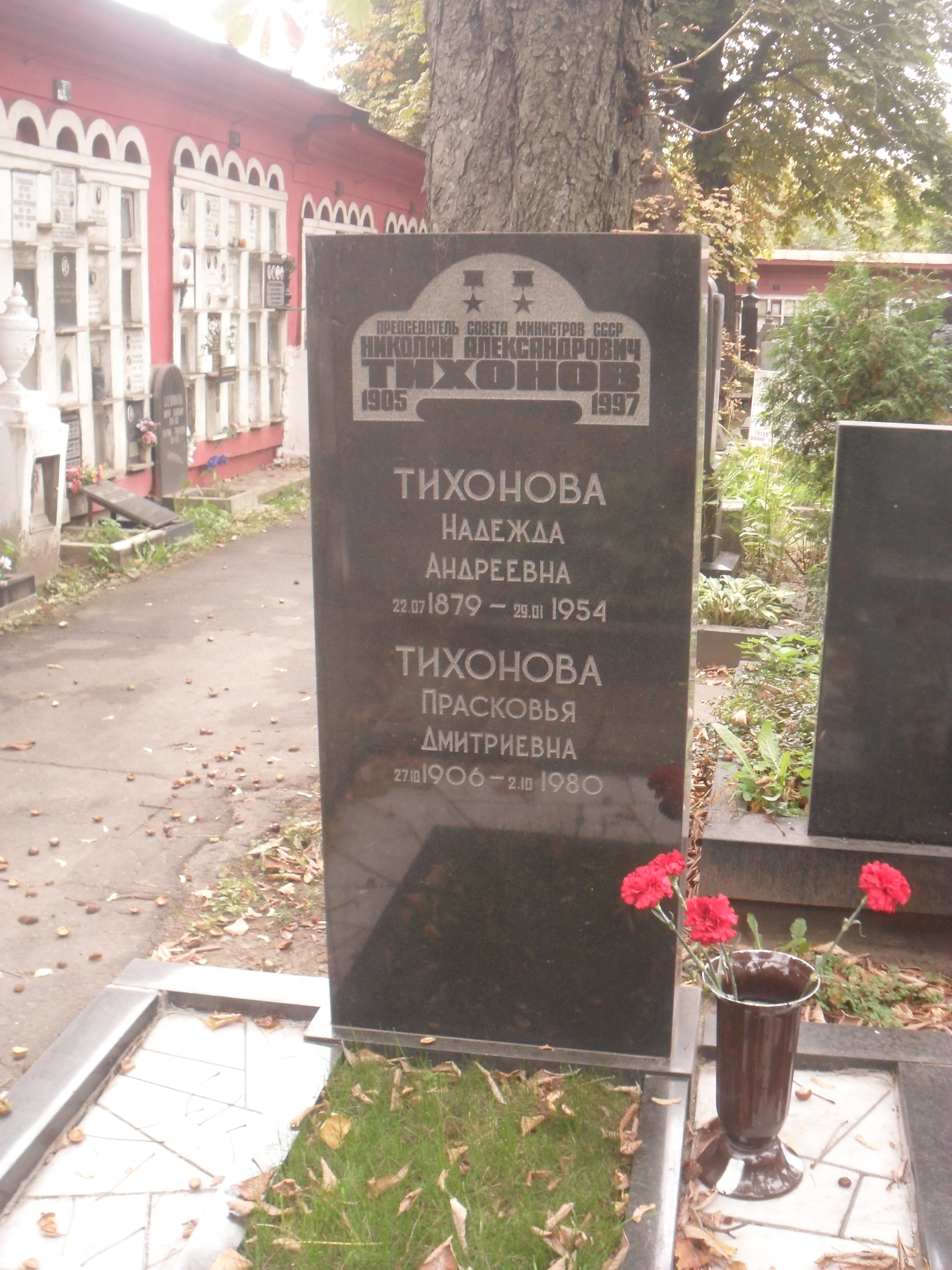
チーホノフの墓

1989年の完全失脚後、チーホノフはゴルバチョフに対してチェルネンコ後継を選出する政治局会議でゴルバチョフ支持に回った（実際にはゴルバチョフの後継の選出阻止を企てていたにもかかわらず）のは間違いだったとする、嫌味を込めた書簡を送った。しかしその考えは、後のソ連崩壊前後の時期において国民の同感を得ることになる。引退後はダーチャに隔離されながら余生を過ごし、晩年は公の場に姿を現すことはなかった。彼の妻は亡くなり、子供もいなかった。1991年のソ連崩壊後は年金生活に入り、1997年6月1日に92歳で死去した。
タイム誌によると、チーホノフは首相就任時は外交・防衛政策に関する経験がほとんど無かったという。高齢での首相就任かつチーホノフ自身が保守派であったが為に、必要な諸改革を実行しなかったという点で、他の首相と比較して後世の文化にあまり影響を与えておらず、現代まで記憶されている彼のレガシーもほとんど無い。